# Levin August von Bennigsen
Levin August Theophil von Bennigsen (in russo Леонтий Леонтьевич Беннигсен alias Ле́вин А́вгуст фон Бе́ннигсен?; Braunschweig, 10 febbraio 1745 – Banteln, 3 dicembre 1826) è stato un generale russo di origine tedesca.

## Biografia

### I primi anni
Levin August Theophil era figlio di un colonnello del Brunswick, Levin Friedrich von Bennigsen, e di Enrichetta Maria von Rauchhaupt. Da parte materna era il pronipote del Feldmaresciallo sassone Hans Adam von Schöning. Suo figlio Alessandro fu primo ministro del Ducato di Hannover. I suoi pronipoti Carlo ed Adolfo di Bennigsen diventarono, come principi di Auersperg, ministri presidenti austriaci.
Dopo il breve periodo di apprendimento curato da un precettore privato, Bennigsen andò decenne alla corte dell'Hannover come paggio. Già pochi anni dopo fu accolto come allievo ufficiale nella Guardia di Fanteria del Ducato d'Hannover. Nel 1762, dopo la battaglia di Freiberg, ultimo scontro della guerra dei sette anni, era già capitano.

### La carriera in Russia
Nel medesimo anno morì suo padre e lui ne ereditò i beni a Banteln. Nel 1764 lasciò l'esercito di Hannover per amministrare le proprietà ereditate, ma non aveva alcuna attitudine negli affari. Nel 1772 il conte Bennigsen andò in rovina e la sua eredità andò in fallimento, cosicché accettò l'offerta della zarina Caterina II ed entrò nell'esercito russo come maggiore nel reggimento di moschettieri di Vjatka.
Già nell'anno seguente Bennigsen prese parte alla campagna dei russi contro i turchi e i persiani, agli ordini del Feldmaresciallo conte Pëtr Aleksandrovič Rumjancev-Zadunajskij. Nel 1778 fu promosso tenente colonnello e passò all'arma di cavalleria. Distintosi nella presa di Očakiv (Очаків), Oblast di Mykolaiv, in Ucraina, agli ordini del generale Potëmkin, fu promosso nel 1790 colonnello.
Nel 1792 condusse nella Russia Bianca un corpo di spedizione per la difesa della Lituania; per aver con un colpo di mano messo a tacere una batteria nemica presso Vilnius, Bennigsen nel luglio 1792 ricevette dalla zarina Caterina II in persona la concessione di una grossa tenuta nel governatorato di Minsk. Nella battaglia di Soly (1794) l'esercito polacco subì una sconfitta alla quale Bennigsen contribuì in modo significativo, il che gli valse il grado di maggior generale e l'Ordine di San Giorgio. Qualche tempo dopo il generale fu decorato anche con l'Ordine di Aleksandr Nevskij. Nella guerra contro la Persia del 1796 contribuì alla conquista di Derbent.
Si suppone che Bennigsen abbia fatto parte della congiura contro lo zar Paolo I e che abbia contribuito in modo determinante al successo dell'attentato che si concluse con la morte dello zar il 23 marzo 1801. In ogni caso il suo ruolo nella fase esecutiva è soltanto oggetto di congetture.
Bennigsen fu nominato dal nuovo zar Alessandro I governatore generale della Lituania (1801) e quindi generale di cavalleria (1802).

### Le battaglie contro Napoleone

#### I primi scontri
Nel novembre del 1805 venne in aiuto dell'Austria con l'Armata del Nord, ma ricevette appena quattro settimane dopo, presso Breslavia, l'ordine di rientrare, essendo stata firmata la Pace di Presburgo.
Nell'ottobre del 1806 Bennigsen tornò in occidente con un forte corpo di spedizione (un'armata di circa 70.000 uomini tra fanteria, cavalleria ed artiglieria ed oltre 270 cannoni. Fra i circa 15.000 cavalieri, c'erano 4.000 cosacchi) in aiuto della Prussia, attaccata da Napoleone Bonaparte, nell'ambito della IV Coalizione.
Gli scontri con la Grande Armée francese in questa guerra si svolsero in territorio polacco, operando Bennigsen in collaborazione con il generale prussiano Lestocq e con il collega russo Friedrich von Buxhoeveden. Dopo alcuni scontri poco significativi nei pressi di Varsavia, dove Napoleone aveva posto il suo quartier generale, Bennigsen si ritirò dalla Vistola per unirsi alle truppe di Buxhoeveden, (con il quale tuttavia esisteva una notevole rivalità) forte di circa 46.000 uomini ed oltre 200 cannoni. Sia Bennigsen che Buxhoeveden operavano sotto la supervisione dell'anziano generale Kamenskij. Tuttavia il corpo degli ufficiali russi era piuttosto scadente e, soprattutto, l'organizzazione logistica era pessima. Le armate russe erano solite approvvigionarsi dove passavano e per questo motivo le popolazioni dei territori alleati ove queste transitavano le temevano tanto quanto le truppe nemiche, se non di più. Dopo una serie di scontri a fine dicembre intorno al fiume Narew, che si conclusero con una ritirata delle truppe russe sulla città di Ostrolenka, le ostilità si fermarono a causa delle pessime condizioni climatiche ed i due eserciti si acquartierarono per la pausa invernale, che tuttavia non durò molto poiché già a fine gennaio 1807 Bennigsen sferrò, con un certo successo, un attacco contro l'ala sinistra dello schieramento francese comandata dal maresciallo Ney. Pochi giorni prima il generale Kamenskij si era dimesso dal comando supremo e Bennigsen aveva avuto l'ordine di prenderne il posto.

#### Il comando supremo dell'armata russa

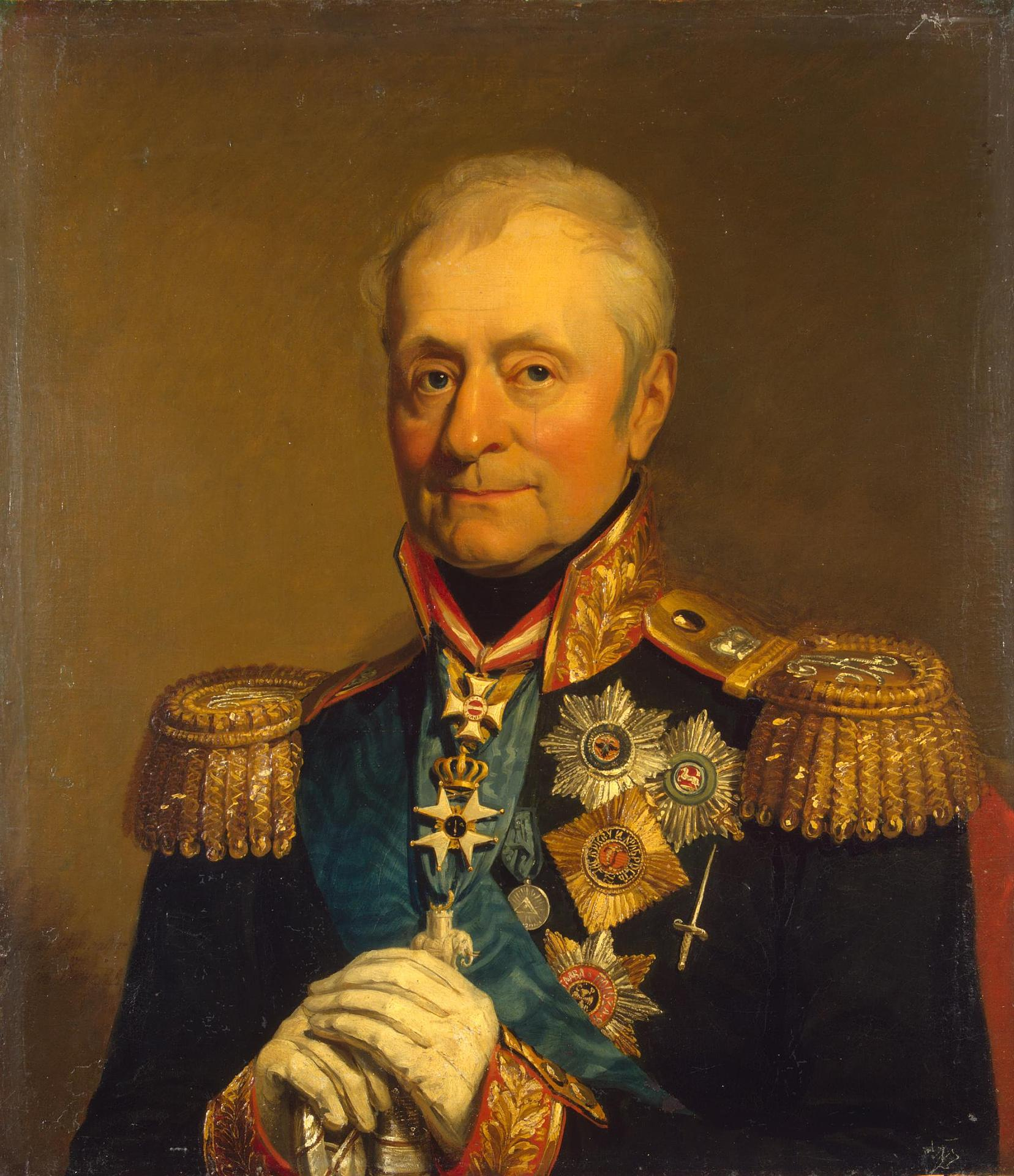
Ritratto del conte di Bennigsen di George Dawe nella Galleria militare del Palazzo d'Inverno di San Pietroburgo

Dopo questo primo, piccolo successo, Bennigsen si mosse per attaccare sulla Vistola e spingere indietro l'armata francese. Napoleone, prevedendo la mossa, preparò una specie di trappola per Bennigsen (qualcosa di analogo a quanto aveva fatto nel 1805 ad Austerlitz), spostando le sue truppe in modo da poterlo circondare e distruggere. Caso volle che le istruzioni di Napoleone per la manovra destinate al generale Bernadotte, affidati ad un giovane ed inesperto ufficiale, cadessero nelle mani dei russi e Bennigsen corse subito ai ripari, interrompendo la sua avanzata. Così Bernadotte non ricevette mai gli ordini dell'Imperatore né questi sapeva che lui non li aveva ricevuti. Nella confusione delle manovre che ne seguì, il 3 febbraio 1807 russi e francesi si scontrarono a Ionkovo, sul fiume Łyna. La battaglia fu piuttosto cruenta e quando stava già volgendo a favore dei francesi, l'oscurità impedì a questi ultimi di far intervenire truppe fresche della cavalleria per il colpo decisivo. Fermatisi i combattimenti, Bennigsen approfittò dell'oscurità per sganciarsi dal nemico ed attestarsi su posizioni più favorevoli.
Il giorno 5 febbraio ci fu un vivace scontro fra le truppe dei generali Murat e Soult e la retroguardia russa, che si risolse con la cattura di parecchi prigionieri da parte dei francesi ma anche con la perdita di un paio di migliaia di uomini, dopo di che l'intero corpo di Bennigsen si attestò nella città di Eylau. Qui nei giorni 7 ed 8 febbraio si svolse, in un contesto climatico da tregenda (continue tempeste di neve ed una temperatura di 30 gradi sotto lo zero), una delle battaglie più cruente delle campagne napoleoniche. I russi ristettero molto bene agli attacchi francesi e ci furono momenti in cui la situazione di questi ultimi era divenuta critica e fu risolta a loro favore solo da interventi disperati, come quello della cavalleria di riserva di Murat (10.000 cavalieri circa) che nella tarda mattinata del giorno 8 sconvolse con le sue ripetute cariche lo schieramento del generale russo Sacken, che aveva distrutto le forze del generale Augereau. La battaglia si concluse la notte del giorno 8 per stanchezza di tutti e due gli schieramenti. Le perdite furono elevate per entrambe le parti, più significative comunque quelle francesi, causate dal martellamento dell'artiglieria russa che era preponderante rispetto a quella napoleonica. Solo la ritirata, operata da parte dei russi nelle prime ore del mattino del 9, con la copertura del buio e della cavalleria cosacca, consentì a Napoleone di vantare la vittoria (Bennigsen decise di arretrare quando seppe dell'arrivo sul campo di battaglia del corpo d'armata del generale Ney che ne era rimasto fuori durante il giorno). Anche Bennigsen vantò comunque al Cremlino di aver sconfitto il grande generale francese, cosa non del tutto campata in aria.
Seguì una lunga tregua invernale durante la quale (18 febbraio) Napoleone incaricò il generale e Maresciallo dell'Impero Lefebvre di porre l'assedio alla città di Danzica. Conquistata quest'ultima dopo un accordo di resa con gli assediati ad essi piuttosto favorevole il 27 aprile, Napoleone si rivolse nuovamente contro Bennigsen. I francesi erano in supremazia numerica. Potendo contare su un'armata di 220.000 uomini contro i meno di 120.000 del comandante in capo russo. Questi si era attestato nei pressi di Königsberg e di lì, in attesa di ricevere i rinforzi delle truppe di Kamenskij, condusse alcuni attacchi contro i francesi, nel corso di uno dei quali Ney rimase seriamente ferito alla testa. Memore di quanto era successo a Ionkovo, Napoleone cercò di ingannare Bennigsen facendo in modo che un suo ufficiale portaordini cadesse in mano nemica con falsi piani tattici, ma la cosa non parve aver risolto granché. Intanto Bennigsen si era attestato sulle alture, fatte opportunamente trincerare, nei pressi del fiume Alle ad Heilsberg e qui venne attaccato il 10 giugno 1807 da Napoleone, con lo scopo di allontanarlo da Könisberg. La battaglia terminò con la ritirata notturna di Bennigsen, ma i francesi avevano lasciato sul campo più di 10.000 uomini contro perdite russe di circa 8.000 soldati e lo scopo del Bonaparte non era ancora stato raggiunto.
Bennigsen fu attaccato a metà il 14 giugno presso Friedland mente terminava l'attraversamento di un fiume e fu pesantemente sconfitto perdendo circa 20.000 uomini contro gli 8.000 persi da Napoleone. Nonostante tutto riuscì a sganciarsi e poté salvare il resto del suo esercito ritirandosi precipitosamente. Il giorno dopo le truppe del maresciallo Soult occupavano Königsberg ed il 23 giugno ebbe inizio l'armistizio di tre mesi chiesto da Alessandro I, che si concluse poi con la pace di Tilsit.

#### Ritiro e ripresa
Dopo questi eventi Bennigsen prese congedo dalle forze armate russe e si ritirò per cinque anni nei suoi possedimenti presso Vilnius. Nel 1812, su richiesta del feldmaresciallo generale Kutuzov, fu richiamato in servizio e nominato generale di Stato maggiore. Nonostante questo incarico, Bennigsen assunse il comando della guarnigione della città di Smolensk e, pur non condividendo, come altri colleghi, l'ordine di lasciare la città ai francesi, partecipò attivamente all'evacuazione nella notte fra il 17 e il 18 agosto. Partecipò quindi alla battaglia di Borodino (7 settembre) e il 18 ottobre, all'inizio della ritirata della Grande Armée, inflisse al Murat una sconfitta nei pressi di Tarutino.
Ritiratosi per una lunga vacanza, riprese servizio nuovamente nel 1813, nominato dallo zar Alessandro Comandante in capo dell'Armata di Riserva russa che doveva essere nuovamente attestata in Polonia. Il 12 ottobre di quell'anno sconfisse presso Dohna il generale francese Gauvion Saint-Cyr. Condusse quindi i suoi 70.000 uomini in una lunga marcia da Dresda a Lipsia, ove il giorno 18 partecipò alla cosiddetta battaglia delle nazioni, cooperando curiosamente con l'ex Maresciallo dell'Impero ed ora reggente del trono di Svezia Bernadotte. Poco dopo fu lui stesso che ricevette la capitolazione del re Federico Augusto I di Sassonia.
Proprio a seguito del suo comportamento a Lipsia, gli fu conferito da Alessandro I il titolo comitale. Nel maggio 1814 occupò Amburgo, Magdeburgo, Torgau e Wittenberg.
Dopo la guerra contro Napoleone, il Bennigsen si fece assegnare il comando supremo dell'esercito russo in Bessarabia, ove rese sicuro il confine turco-russo. Dopo circa quattro anni, reso praticamente non più idoneo al servizio attivo dalle conseguenze delle numerose ferite riportate in battaglia, si ritirò a vita privata con il figlio Alessandro nei suoi possedimenti di Banteln ove morì all'età di oltre 81 anni.

### La vita privata
Nel 1768 Bennigsen sposò Federica Amalia, una delle figlie del ministro di corte a Vienna Giorgio Federico di Steinberg, che tuttavia morì circa sette anni dopo senza avergli dato figli. Nel 1776, poco dopo il decesso della sua prima moglie, si sposò con Elisabetta Mayer ma poche settimane dopo anche la seconda moglie mancò e nel 1777 si sposò nuovamente, ora con Amalia Oelgarde, figlia del ministro dell'Hannover, Augusto Guglielmo di Schwicheldt. Quest'ultima morì durante il suo governatorato in Lituania e Bennigsen nel 1805, al termine dei festeggiamenti per la pace conseguente gli accordi di Presburgo. Infine sposò Maria Leonarda von Andrzeykowitz, dalla quale ebbe finalmente un figlio (Alessandro, ministro d'Hannover), nel 1809.
Massone, fondò nel 1776 la loggia "Candore", della quale fu Maestro venerabile .